# Флаг Саянска
Флаг муниципального образования «Город Сая́нск» Иркутской области Российской Федерации.
Флаг утверждён 27 июля 2000 года и внесён в Государственный геральдический регистр Российской Федерации с присвоением регистрационного номера 686.

## Описание
«Флаг муниципального образования „Город Саянск“ представляет собой прямоугольное синее полотнище, с соотношением ширины к длине 2:3, воспроизводящее композицию гербового щита».

## Обоснование символики
За основу флага взят современный герб муниципального образования «Город Саянск».
В центральной части флага города Саянска изображение стилизованной фигуры мифологического существа — грифона, крылатого животного с туловищем льва и головой орла.
Согласно древневосточным мифологиям, это существо населяло территорию Восточной Скифии (Сибирь) и ему приписывались охранительные функции. Это был бдительный страж подземных кладовых, злата и серебра.
Образ грифона — образ сильного, смелого зоркого и бдительного хранителя природных богатств края: поваренной соли, как сырья химического производства, давшей жизнь и развитие городу и лесных ресурсов. Отсюда и стилизованное изображение кристаллической решётки химического элемента — как эмблемы химии в целом, и сосновые шишки — как составная часть распространённого в регионе дерева.
Золотое изображение сосновых шишек и эмблемы химии указывает на основной продукт химического производства — хлор.
Основная идея флага — химия в тайге и над этим высший разум (грифон-бог-человек), призванный бережно хранить, использовать и приумножать природные богатства.